# 和田浜駅
和田浜駅（わだはまえき）は、鳥取県米子市和田町字山際にある、西日本旅客鉄道（JR西日本）境線の駅である。妖怪の名前から取られた愛称はつちころび駅である。

## 歴史
- 1951年（昭和26年）11月1日：国鉄境線弓ケ浜駅 - 大篠津駅（現・米子空港駅）間に新設[1]。旅客駅[2]。
- 1962年（昭和37年）4月20日：業務委託駅化（日本交通観光社受託）[3]。
- 1972年（昭和47年）9月11日：荷物扱い廃止[4]、無人駅化[5]。
- 1978年（昭和53年）3月：コンクリートブロック造平屋建て駅舎に改築[6]。
- 1987年（昭和62年）4月1日：国鉄分割民営化に伴い、JR西日本の駅となる[2]。
- 2019年（平成31年）3月16日：車載型IC改札機により、ICカード「ICOCA」が利用可能となる。

## 駅構造
境港方面に向かって右側に単式ホーム1面1線を有する地上駅（停留所）。駅舎はあるが無人駅（米子駅管理）。中には待合室が設置されていて、以前は自動券売機も設置されていたが、現在は撤去されている。

## 利用状況
近年の1日平均乗降人員の推移は以下の通り。
| 乗降人員推移 | 乗降人員推移 |
| 年度         | 1日平均人数  |
| ------------ | ------------ |
| 2007年       | 230          |
| 2008年       |              |
| 2009年       |              |
| 2010年       |              |
| 2011年       | 239          |
| 2012年       | 185          |
| 2013年       | 180          |
| 2014年       | 190          |
| 2015年       | 182          |
| 2016年       | 164          |
| 2017年       | 192          |
| 2018年       | 200          |

## 駅周辺
- 和田浜工業団地
- 日本中央競馬会（JRA）ウインズ米子（当駅下車徒歩25分）

## 隣の駅
西日本旅客鉄道（JR西日本）
 境線
弓ケ浜駅（あずきあらい駅） - 和田浜駅（つちころび駅） - 大篠津町駅（砂かけばばあ駅）